# Imilce Viñas
Imilce Viñas (Montevideo, 31 de diciembre de 1939 - Montevideo, 13 de agosto de 2009) fue una actriz, humorista, docente de actuación y directora teatral uruguaya.

## Biografía
Comenzó su carrera en el mundo del espectáculo a temprana edad. Tuvo una destacada trayectoria en teatro y televisión desde 1957 a 1998. 
Fue especialmente famosa por su personaje en el dúo de Coquita y Doña Lola, interpretado junto a la actriz Laura Sánchez.
Debuta en El Show del Mediodía junto a Cacho de la Cruz. Se destacó en el género de la comedia, que también cultivó junto a su marido, el también actor José Vázquez. Con él llevó adelante el Café Shakespeare & Co, hasta que se vio obligada a abandonar el país durante la dictadura militar. Buscó refugio primero en Costa Rica, donde permaneció seis años (1977-1983), y luego en México, donde estuvo apenas un año, hasta 1985. 
Con el regreso de la democracia al Uruguay, Viñas volvió acompañada de su marido y continuó adelante con su labor en el mundo del espectáculo. En televisión, participaron en Telecataplúm y Plop!.
Sus personajes eran por lo general humildes y simples, con lo que buscaba conectar con la población promedio, haciéndose eco de sus problemas y llevándolos a escena. De especial interés fue su personaje de Coquita, la típica vecina de barrio que preparaba el mate y que siempre tenía algo que contar, conocido personaje por haber sido parte del programa cómico Plop!.
Su gracia como sensacional comediante la llevó a presentar shows particulares, muchos de ellos junto a su esposo Pepe Vázquez, en donde realizaban espectáculos de café concert con monólogos y con números musicales. Presentándose en teatros, eventos y también siendo contratada para fiestas o aniversarios empresariales. Por ejemplo el show teatral "Reír en Uruguayo" junto a Pepe Vázquez, fue uno de los más exitosos.
Entre los galardones que recibió en honor a su trayectoria, destacan el Florencio a la mejor actriz, por su participación en la obra teatral de Fleitas, Cuatro para Chejov (1985). Vuelve a ser galardonada en 1992 por su papel dramático como mejor actriz de reparto en la obra de Neil Simon, Perdidos en Yonkers. También incursionó en el género de la opereta, con La bella Helena de Jacques Offenbach.
En enero de 1995, estrena y protagoniza la comedia musical Hello Dolly en el Teatro El Galpón, junto a un gran elenco.
En sus últimos años, se convirtió en directora y profesora de teatro, llegando a dirigir la Comedia Nacional en el Teatro Solís de Montevideo. En la fecha de su muerte, se encontraba trabajando en la obra El suicidado, que siguió en cartelera como homenaje. «Sobre su paso por el teatro, manifestó: 

Hacer teatro es un gran acuerdo entre gente que quiere hacer lo mismo y eso le provoca placer. Siempre he buscado eso: que lo que hiciera, más allá de cómo se puede juzgar desde el punto de vista de los gustos artísticos, me provocara placer estético, a través de la dirección o de la actuación.»

Dirigió un Taller de Arte Escénico en Montevideo.
“El Suicidado” fue su último espectáculo como directora en el Teatro El Galpón de Montevideo. Esta obra es una adaptación de la pieza original del ruso Nicolai Erdman, con la magistral interpretación del elenco de la Comedia Nacional, incluido José Vázquez, su esposo.
Falleció el 13 de agosto de 2009 a los 69 años, como consecuencia de un fallo hepático provocado por un cáncer de hígado que le aquejaba desde hacía meses. Sus restos recibieron sepultura en el Cementerio del Norte de Montevideo.

## Adaptaciones y traducciones
- Reír en uruguayo
- Nosotros que nos queremos tanto (1996), versión de Sueño de una noche de verano de William Shakespeare.